# Noah Hobbs
Alfred Bruce Noah Hobbs (* 23. Juli 2004 in Barnstaple) ist ein britischer Radrennfahrer.

## Sportlicher Werdegang
Zunächst im Fußball aktiv, startete Hobbs seine Radsportkarriere beim Mountainbiken. Er entdeckte jedoch sein Talent für die Straße, mit dem Bahnradsport begann er mit der Aufnahme in das Nachwuchsprogramm von British Cycling (Olympic Junior Academy). International trat er erstmals in der Saison 2022 in Erscheinung. Auf den Bahn gewann er bei den Junioren-Europameisterschaften die Silbermedaille im Omnium und die Bronzemedaille in der Mannschaftsverfolgung. Auf der Straße entschied er eine Etappe von Keizer des Juniores für sich sowie auf nationaler Ebene neben mehreren Etappenerfolgen die Gesamtwertung der Junior Tour of Wales und der Isle of Man Junior Tour.
Mit dem Wechsel in die U23 wurde Hobbs 2023 Mitglied in der Equipe continentale Groupama-FDJ. Mit dem zweiten Platz im Prolog zum Arctic Race of Norway sowie einem Tag im Führungstrikot, einem zweiten Etappenplatz bei der Tour Alsace und dem dritten Platz bei der Ronde van de Achterhoek stellte er bereits in seiner ersten Saison wiederholt sein Potential unter Beweis. In der Nationalmannschaft wechselte er in die Olympic Senior Academy. Mit dem Team wurde er bei den Bahnradsport-Europameisterschaften U23-Europameister in der Mannschaftsverfolgung. Seinen ersten Sieg bei einem internationalen Rennen auf der Straße erzielte Hobbs in der Saison 2024 mit dem Gewinn der ersten Etappe der Alpes Isère Tour. Es folgten ein zweiter Etappenerfolg bei der Alpes Isère Tour sowie ein Etappenerfolg bei der Tour Alsace.
Zur Saison 2025 wechselte Hobbs zum Team EF Education-Aevolo, dem Development Team von EF Education-EasyPost. Bei der Volta ao Alentejo gewann er zwei Etappen und setzte sich so auch in der Gesamtwertung, Punktewertung und Nachwuchswertung durch. Kurz darauf erhielt er bei der Région Pays de la Loire Tour seinen ersten Einsatz im UCI WorldTeam EF Education-EasyPost.

## Erfolge

### Bahn
2022
- Junioren-Europameisterschaften – Mannschaftsverfolgung (mit Ben Wiggins, Dylan Hicks und Joshua Tarling)
- Junioren-Europameisterschaften – Omnium
- Britischer Junioren-Meister – Zeitfahren, Madison (mit Joshua Tarling)

2023
- U23-Europameister – Mannschaftsverfolgung (mit Josh Charlton, Joshua Giddings und Joshua Tarling)

2024
- U23-Europameister – Scratch
- U23-Europameisterschaften – Omnium, Madison (mit Ben Wiggins)

2025
- Europameisterschaften – Mannschaftsverfolgung (mit Rhys Britton, Josh Charlton, Michael Gill und William Tidball)
- U23-Europameister – Mannschaftsverfolgung (mit Elliot Rowe, Ben Wiggins, Josh Charlton und William Salter)
- U23-Europameisterschaften – Zweier-Mannschaftsfahren (mit Ben Wiggins)

### Straße
2022
- eine Etappe Keizer der Juniores

2024
- zwei Etappen und Punktwertung Alpes Isère Tour
- eine Etappe und Punktewertung Tour Alsace

2025
- Gesamtwertung, Punktewertung, Nachwuchswertung und zwei Etappen Volta ao Alentejo